# Mirkovac (Bosanska Dubica, BiH)
Mirkovac je naseljeno mjesto u sastavu općine Bosanska Dubica, Republika Srpska, BiH.

## Stanovništvo
| Mirkovac           |              |
| godina popisa      | 1991.        |
| Srbi               | 326 (99,39%) |
| Hrvati             | 0            |
| Muslimani          | 0            |
| Jugoslaveni        | 2 (0,61%)    |
| ostali i nepoznato | 0            |
| ukupno             | 328          |